# Luca Dotto
Luca Dotto (* 18. April 1990 in Camposampiero) ist ein ehemaliger italienischer Schwimmer. Bei Weltmeisterschaften erhielt er je eine Silber- und Bronzemedaille auf der 50-Meter-Bahn sowie auf der 25-Meter-Bahn. Bei Europameisterschaften erschwamm er zweimal Gold, dreimal Silber und dreimal Bronze auf der 50-Meter-Bahn sowie viermal Gold, fünfmal Silber und viermal Bronze auf der 25-Meter-Bahn.

## Sportliche Karriere
Der 1,92 Meter große Luca Dotto gewann mehrere italienische Meistertitel über 50 und 100 Meter Freistil.

### Die Jahre bis 2012 mit Weltmeisterschaftssilber 2011
Bei den Junioreneuropameisterschaften 2007 erschwamm Dotto die Bronzemedaille über 100 Meter Freistil. 2008 siegte er bei den Juniorenweltmeisterschaften über 100 Meter Freistil und mit der 4-mal-100-Meter-Freistilstaffel, über 50 Meter Freistil wurde er Zweiter. Zwei Wochen später siegte er bei den Junioreneuropameisterschaften über 50 Meter Freistil und belegte den zweiten Platz mit der 4-mal-100-Meter-Freistilstaffel.
2009 erhielt Luca Dotto seine erste Medaille im Erwachsenenbereich, als er bei den Kurzbahneuropameisterschaften in Istanbul die Bronzemedaille in der 4-mal-50-Meter-Freistilstaffel gewann. Luca Dotto, Filippo Magnini, Federico Bocchia und Marco Orsi erreichten das Ziel 0,46 Sekunden hinter den zweitplatzierten Kroaten. Im August 2010 fanden die Europameisterschaften in Budapest statt. In der 4-mal-100-Meter-Freistilstaffel wurde Dotto nur im Vorlauf eingesetzt, im Endlauf wurde die Staffel Vierte. Nach dem achten Platz über 100 Meter Freistil belegte Dotto den fünften Platz über 50 Meter Freistil. Im November bei den Kurzbahneuropameisterschaften in Eindhoven wurde Dotto Fünfter über 50 Meter Freistil. Über 100 Meter Freistil wurde er Dritter, wobei er 0,02 Sekunden vor Filippo Magnini anschlug. Die 4-mal-50-Meter-Freistilstaffel siegte mit Luca Dotto, Filippo Magnini, Lucio Spadaro und Marco Orsi mit 0,03 Sekunden Vorsprung auf das deutsche Quartett. Im Dezember war Dubai der Austragungsort der Kurzbahnweltmeisterschaften 2010. Dotto erreichte dreimal den Endlauf und wurde Sechster mit der 4-mal-100-Meter-Freistilstaffel, Siebter über 100 Meter Freistil und Achter über 50 Meter Freistil.
Im Juli 2011 bei den Weltmeisterschaften in Shanghai erreichten Luca Dotti, Marco Orsi, Michele Santucci und Filippo Magnini das Ziel als vierte 4-mal-100-Meter-Freistilstaffel und lagen hinter Australiern, Franzosen und dem US-Team. Über 100 Meter Freistil wurde Dotto Siebter. Über 50 Meter Freistil gewann der Brasilianer César Cielo mit 0,38 Sekunden Vorsprung vor Luca Dotto, hinter Dotto erreichten die anderen sechs Schwimmer innerhalb von 0,21 Sekunden das Ziel. Im Dezember fanden die Kurzbahneuropameisterschaften in Stettin statt. Dotto wurde Vierter über 50 Meter Freistil. Über 100 Meter Freistil wurde er Zweiter hinter dem Russen Sergei Fessikow. Die 4-mal-50-Meter-Freistilstaffel mit Luca Dotto, Marco Orsi, Federico Bocchia und Andrea Rolla gewann den Titel vor den Russen.
Bei den Olympischen Spielen 2012 in London fand zuerst die 4-mal-100-Meter-Freistilstaffel statt. Im Finale belegten Luca Dotto, Marco Orsi, Michele Santucci und Filippo Magnini den siebten Rang, im Vorlauf war Andrea Rolla für Orsi geschwommen. Nachdem Dotto über 100 Meter Freistil als 22. bereits im Vorlauf gescheitert war, schied er über 50 Meter Freistil als 13. im Halbfinale aus. Die 4-mal-100-Meter-Lagenstaffel mit Mirco Di Tora, Fabio Scozzoli, Matteo Rivolta und Luca Dotto wurde 14. der Vorläufe.
Im November 2012 wurde Dotto bei den Kurzbahneuropameisterschaften in Chartres Vierter über 100 Meter Freistil mit 0,12 Sekunden Rückstand auf den drittplatzierten Franzosen Yannick Agnel. Die 4-mal-50-Meter-Mixed-Freistilstaffel mit Federico Bocchia, Luca Dotto, Silvia Di Pietro und Ilaria Bianchi wurde ebenfalls Vierte. Im Dezember bei den Kurzbahnweltmeisterschaften in Istanbul gewannen Luca Dotti, Marco Orsi, Michele Santucci und Filippo Magnini die Silbermedaille hinter der Staffel aus den Vereinigten Staaten, 0,2 Sekunden hinter den Italienern wurden die Australier Dritte. Über 100 Meter Freistil wurde Dotto Vierter mit 0,04 Sekunden Rückstand auf den Zweitplatzierten.

### Die Jahre bis 2016 mit dem Europameistertitel 2016
Im Juni 2013 bei den Mittelmeerspielen in Mersin wurde Dotto über 50 Meter Freistil Zweiter hinter Marco Orsi. Über 100 Meter Freistil gewann mit Luca Leonardi ebenfalls ein Italiener, hinbter dem Türken Kemal Arda Gürdal erschwamm Dotto die Bronzemedaille. Gianluca Maglia, Orsi, Leonardi und Dotto siegten in der 4-mal-100-Meter-Freistilstaffel. Einen Monat später bei den Weltmeisterschaften in Barcelona wurde die 4-mal-100-Meter-Freistilstaffel mit Dotto, Leonardi, Orsi und Magnini Fünfte mit über einer Sekunde Rückstand auf die Viertplatzierten. Über 100 Meter Freistil belegte Dotto den achten Platz. Ende des Jahres gewann die italienische 4-mal-50-Meter-Freistilstaffel mit Dotto, Bocchia, Magnini und Orsi die Silbermedaille bei den Kurzbahneuropameisterschaften in Herning. In der 4-mal-50-Meter-Lagenstaffel wurde Dotto nur im Vorlauf eingesetzt. Nachdem seine Staffelkameraden das Finale gewannen, erhielt auch Dotto eine Goldmedaille. Eine weitere Silbermedaille erschwamm Dotto mit der 4-mal-50-Meter-Mixed-Freistilstaffel
2014 bei den Europameisterschaften in Berlin wurde die 4-mal-100-Meter-Freistilstaffel mit Luca Dotto, Marco Orsi, Luca Leonardi und Filippo Magnini Dritte mit 0,11 Sekunden Rückstand auf die zweitplatzierten Russen. Im Vorlauf war Marco Belotti für Magnini geschwommen. Über 100 Meter Freistil wurde Dotto Fünfter mit 0,2 Sekunden Rückstand auf den drittplatzierten Luca Leonardi. Die 4-mal-100-Meter-Mixed-Freistilstaffel gewannen Luca Dotto, Luca Leonardi, Erika Ferraioli und Giada Galizi vor dem russischen Quartett. Im Dezember bei den Kurzbahnweltmeisterschaften 2014 in Doha belegte die italienische 4-mal-100-Meter-Freistilstaffel den vierten Platz. Die 4-mal-50-Meter-Freistilstaffel mit Dotto, Orsi, Magnini und Belotto erkämpfte die Bronzemedaille. Die 4-mal-50-Meter-Mixed-Freistilstaffel mit Dotto, Orsi, Di Pietro und Ferraioli erreichte den vierten Rang mit 0,09 Sekunden Rückstand auf die Silbermedaille. Bei den Weltmeisterschaften 2015 in Kasan siegte die französische 4-mal-100-Meter-Freistilstaffel vor dem russischen Quartett. Luca Dotto, Marco Orsi, Michele Santucci und Filippo Magnini wurden Dritte mit über eine Sekunde Rückstand auf die Russen. Über die beiden kurzen Freistilstrecken startete Dotto auch im Einzelwettbewerb, schied aber zweimal als 17. der Vorläufe aus.
Im Mai 2016 fanden die Europameisterschaften in London statt. Nachdem die 4-mal-100-Meter-Freistilstaffel mit Luca Dotto, Giuseppe Guttuso, Jonathan Boffa und Luca Leonardi die zweitbeste Vorlaufzeit geschwommen war, waren im Finale Luca Dotto, Jonathan Boffa, Luca Leonardi und Filippo Magnini über zwei Sekunden schneller. Die Franzosen siegten mit 0,81 Sekunden Vorsprung vor den Italienern, die eine Hundertstelsekunde vor den Belgiern anschlugen. Über 100 Meter Freistil siegte Luca Dotto, der Niederländer Sebastiaan Verschuren und der Franzose Clément Mignon lagen nur knapp zurück. Über 50 Meter Freistil schlug Dotto als Sechster an. In der 4-mal-200-Meter-Freistilstaffel wurden Andrea Mitchell D’Arrigo, Filippo Magnini, Luca Dotto und Gabriele Detti Dritte hinter Niederländern und Belgiern. Dabei lagen die Italiener 0,02 Sekunden hinter den Belgiern und 0,01 Sekunden vor den Polen. In der 4-mal-100-Meter-Mixed-Freistilstaffel schwammen im Vorlauf Luca Leonardi, Jonathan Boffa, Aglaia Pezzato und Erika Ferraioli. Im Endlauf wurden Filippo Magnini, Luca Dotto, Erika Ferraioli und Federica Pellegrini Zweite hinter dem niederländischen Team.
Zwei Monate später bei den Olympischen Spielen in Rio de Janeiro schwamm die 4-mal-100-Meter-Freistilstaffel mit Luca Dotto, Marco Orsi, Michele Santucci und Luca Leonardi auf den neunten Vorlaufplatz und verfehlte den Finaleinzug um 0,05 Sekunden. Über 100 Meter Freistil erreichte Dotto das Halbfinale und schied dann als 13. aus. Die beiden anderen Medaillengewinner der Europameisterschaften scheiterten ebenfalls im Halbfinale, während der Europameisterschaftsfünfte, der Belgier Pieter Timmers, Olympiazweiter wurde. Über 50 Meter Freistil verpasste Dotto als Neunter des Halbfinales den Endlauf um 0,04 Sekunden. Die italienische 4-mal-100-Meter-Lagenstaffel mit Simone Sabbioni, Andrea Toniato, Piero Codia und Luca Dotto schwamm die elfte Vorlaufzeit. Ende 2016 bei den Kurzbahnweltmeisterschaften in Windsor wurde Dotto Sechster über 50 Meter Freistil und Fünfter über 100 Meter Freistil.

### Die Jahre ab 2017 mit zwei Europameisterschaftsmedaillen 2018
Bei den Weltmeisterschaften 2017 in Budapest erreichte die 4-mal-100-Meter-Freistilstaffel das Finale, dort wurde das italienische Quartett allerdings disqualifiziert. Die 4-mal-200-Meter-Freistilstaffel mit Luca Dotto, Filippo Magnini, Gabriele Detti und Filippo Megli wurde Sechste. Mit der 4-mal-100-Meter-Mixed-Freistilstaffel belegte Dotto den fünften Platz. Im Dezember fanden in Kopenhagen die Kurzbahneuropameisterschaften 2017 statt. Die 4-mal-50-Meter-Freistilstaffel mit Luca Dotto, Lorenzo Zazzeri, Alessandro Miressi und Marco Orsi wurde Zweite hinter den Russen. Über 50 Meter Freistil siegte der Russe Wladimir Morosow vor dem Briten Benjamin Proud, Dotto wurde Dritter mit 0,03 Sekunden Vorsprung vor dem Polen Paweł Juraszek. Über 100 Meter Freistil siegte Dotto mit 0,43 Sekunden Vorsprung vor Pieter Timmers. Die 4-mal-50-Meter-Lagenstaffel wurde in der Besetzung Simone Sabbioni, Fabio Scozzoli, Piero Codia und Luca Dotto Zweite hinter den Russen. Eine weitere Medaille gewann Dotto als Startschwimmer der 4-mal-50-Meter-Mixed-Freistilstaffel. Zusammen mit Orsi, Pellegrini und Ferraioli wurde er Dritter hinter den Teams aus den Niederlanden und aus Russland.
Im Juni 2018 wurde Dotto bei den Mittelmeerspielen in Tarragona Vierter über 50 Meter Freistil. Über 100 Meter Freistil gewann er Bronze hinter dem Algerier Oussama Sahnoune und Alessandro Miressi. Zwei Monate später bei den Europameisterschaften in Glasgow gewannen Luca Dotto, Ivano Vendrame, Lorenzo Zazzeri und Alessandro Miressi die Silbermedaille hinter der russischen 4-mal-100-Meter-Freistilstaffel. Über 100 Meter Freistil wurde Dotto Fünfter. Die italienische 4-mal-100-Meter-Mixed-Lagenstaffel mit Margherita Panziera, Fabio Scozzoli, Elena Di Liddo und Alessandro Miressi belegte den dritten Platz hinter Briten und Russen, Dotto erhielt eine Bronzemedaille für den Einsatz im Vorlauf. Mit der 4-mal-100-Meter-Mixed-Freistilstaffel belegte Dotto den vierten Platz. 2019 bei den Weltmeisterschaften in Gwangju belegte die italienische 4-mal-100-Meter-Freistilstaffel in der Besetzung Santo Condorelli, Manuel Frigo, Luca Dotto und Alessandro Miressi den vierten Platz mit 0,17 Sekunden Rückstand auf Bronze.
Im Juni 2022 bei den Weltmeisterschaften in Budapest und im August 2022 bei den Europameisterschaften in Rom schied Dotto jeweils im Vorlauf über 50 Meter Freistil aus.